# Kjetil Borch
Kjetil Borch, född 14 februari 1990 i Tønsberg, är en norsk roddare.
Borch blev olympisk bronsmedaljör i dubbelsculler vid sommarspelen 2016 i Rio de Janeiro. Vid olympiska sommarspelen 2020 i Tokyo tog Borch silver i singelsculler.